# Ulica Smolna w Warszawie

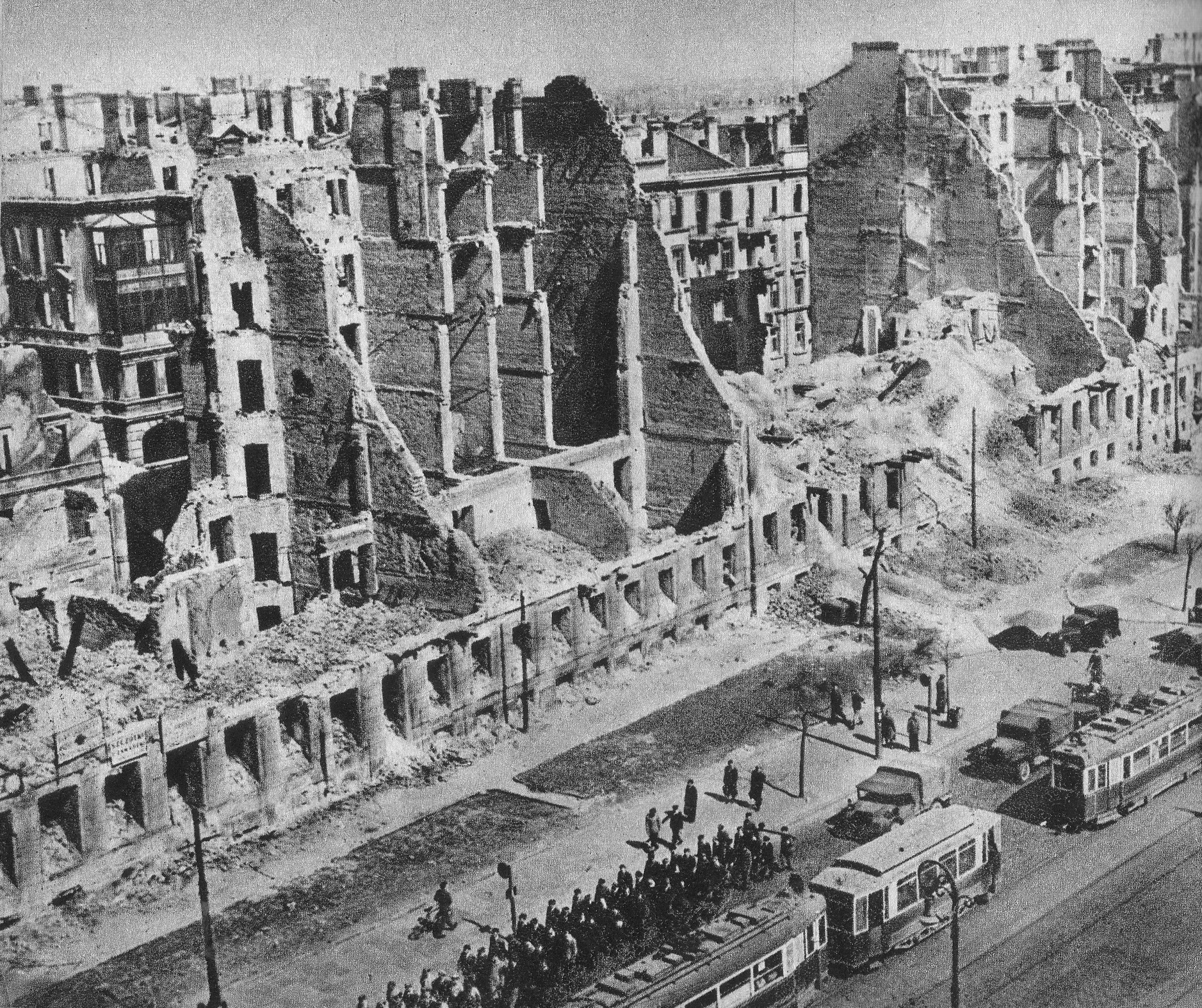
Zniszczone i rozebrane po II wojnie światowej kamienice między ul. Smolną i al. 3 Maja (1945)

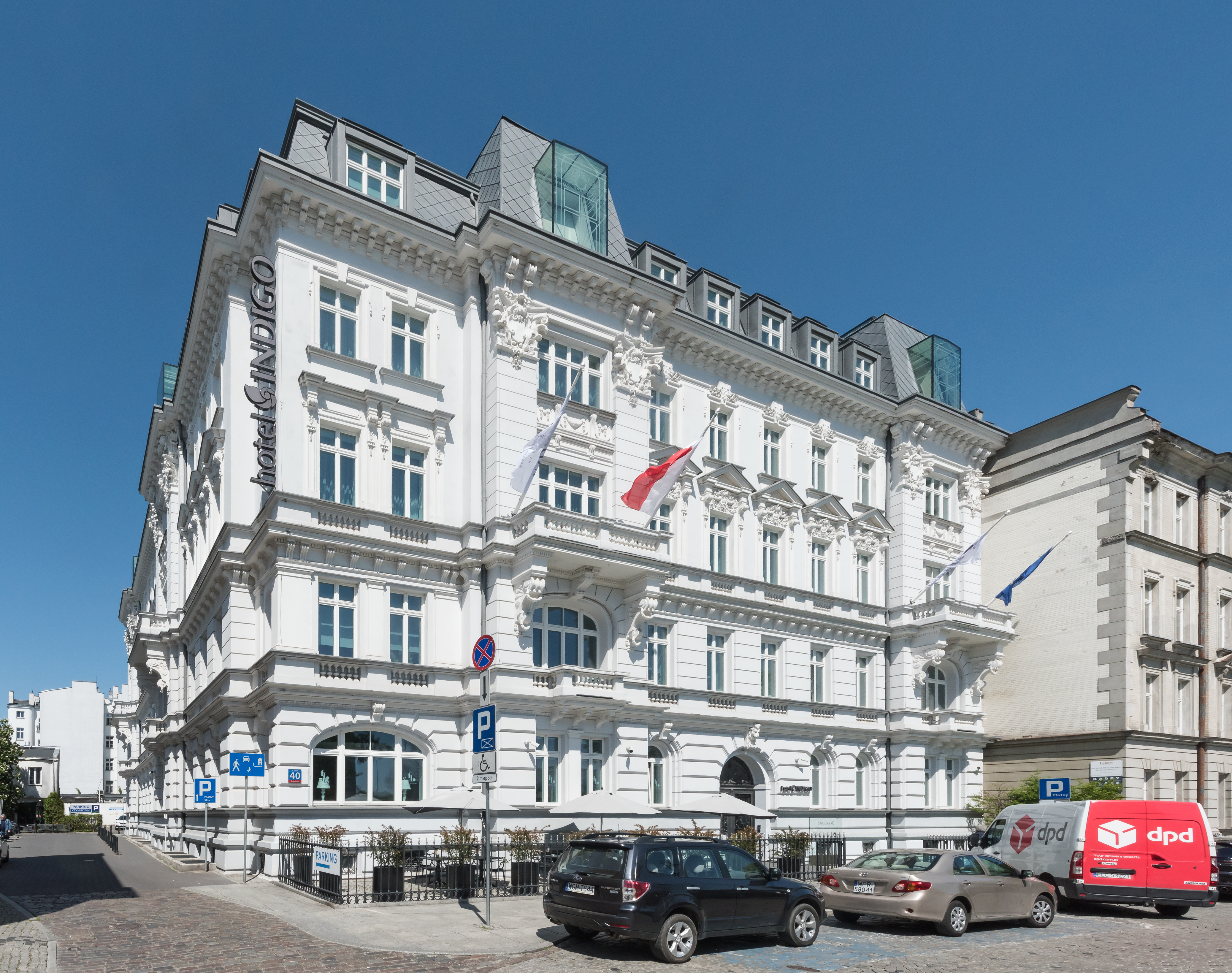
Kamienica Branickich (nr 40)

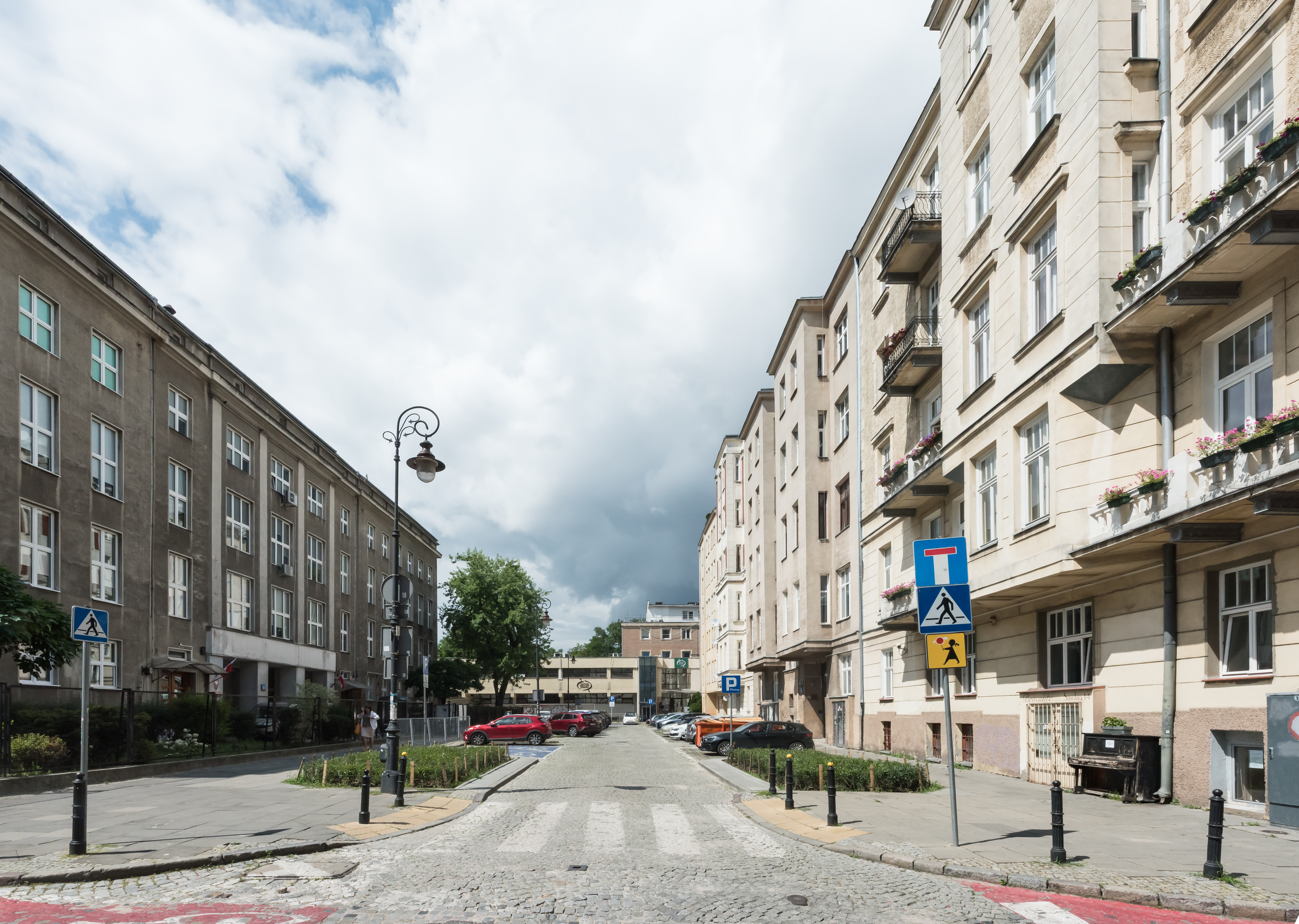
Budynek XVIII Liceum im. Zamoyskiego (po lewej) i kamienice nr 14–20

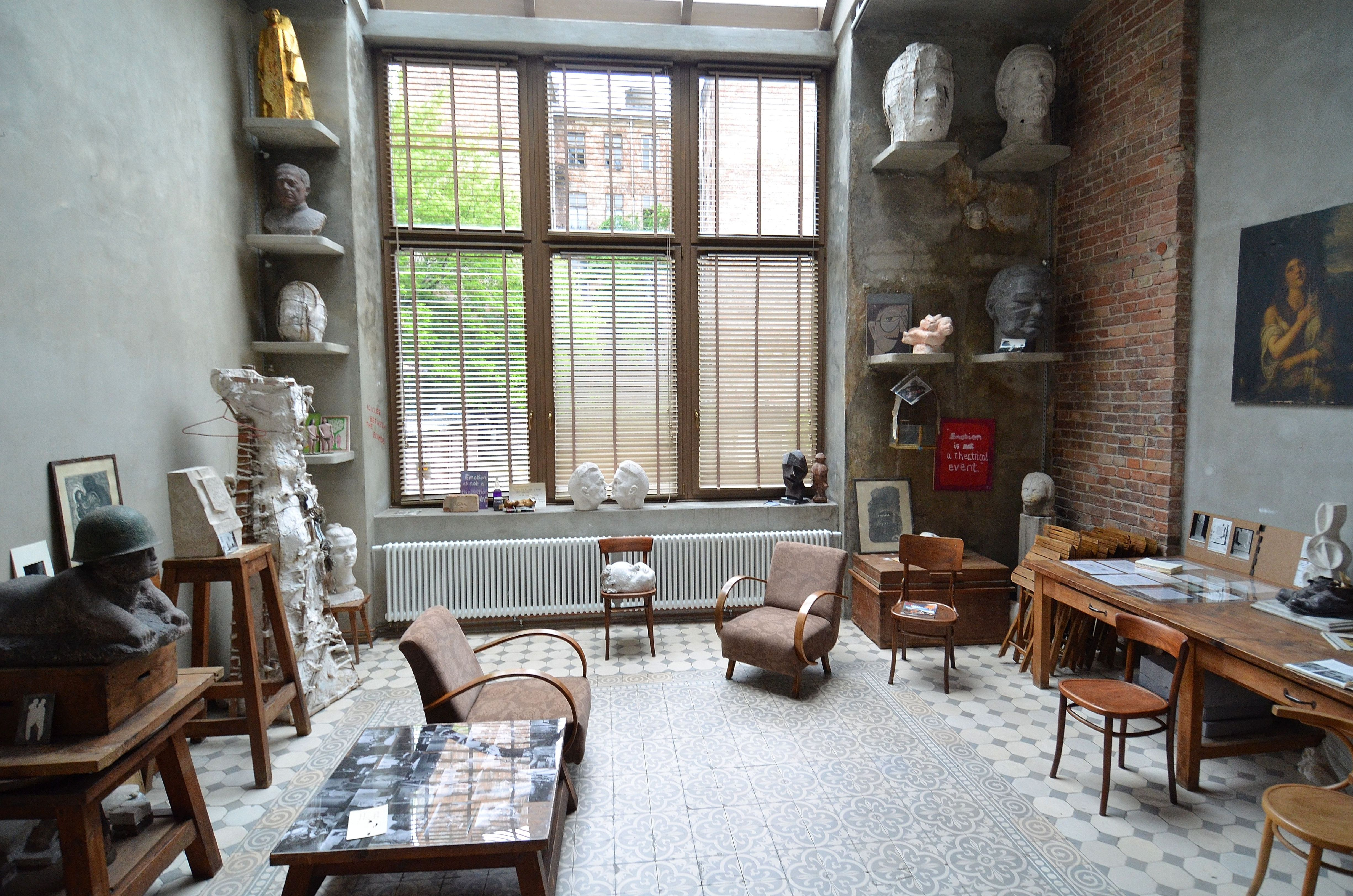
Pracownia Karola Tchorka (kamienica nr 36, m. 10)

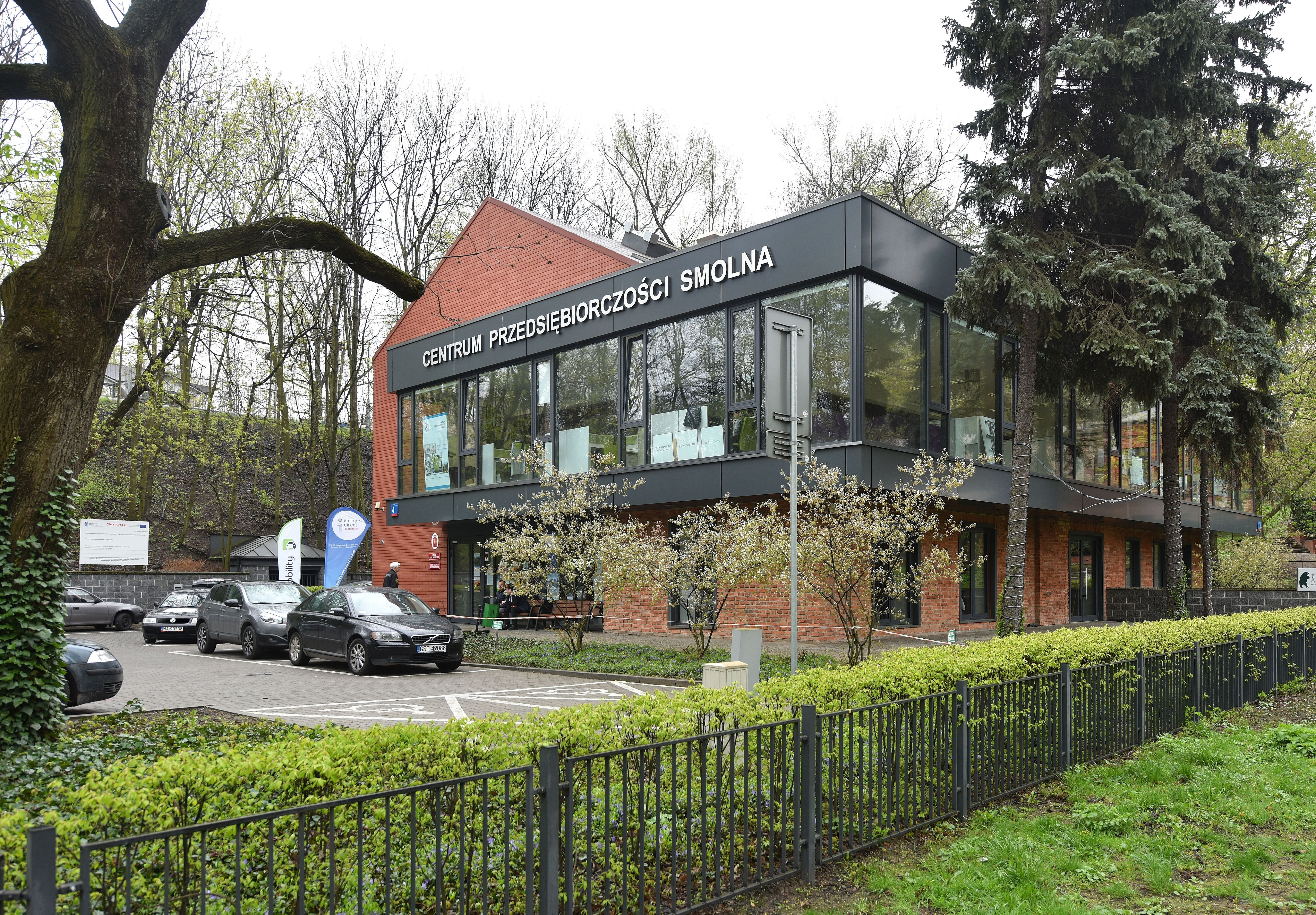
Centrum Przedsiębiorczości Smolna (Smolna 4)

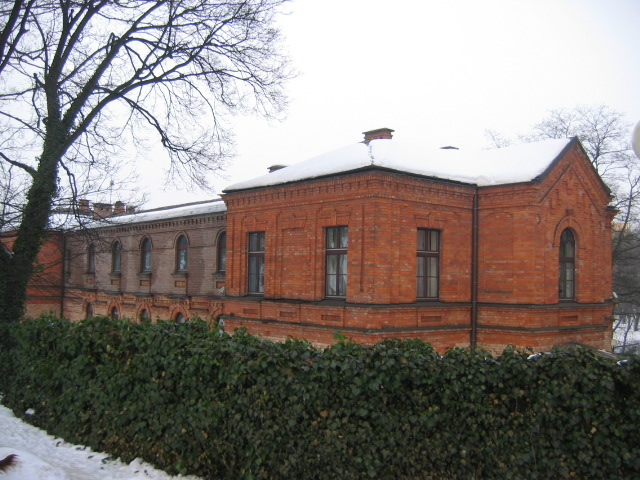
Dawny pawilon szpitala Czerwonego Krzyża (Smolna 6)

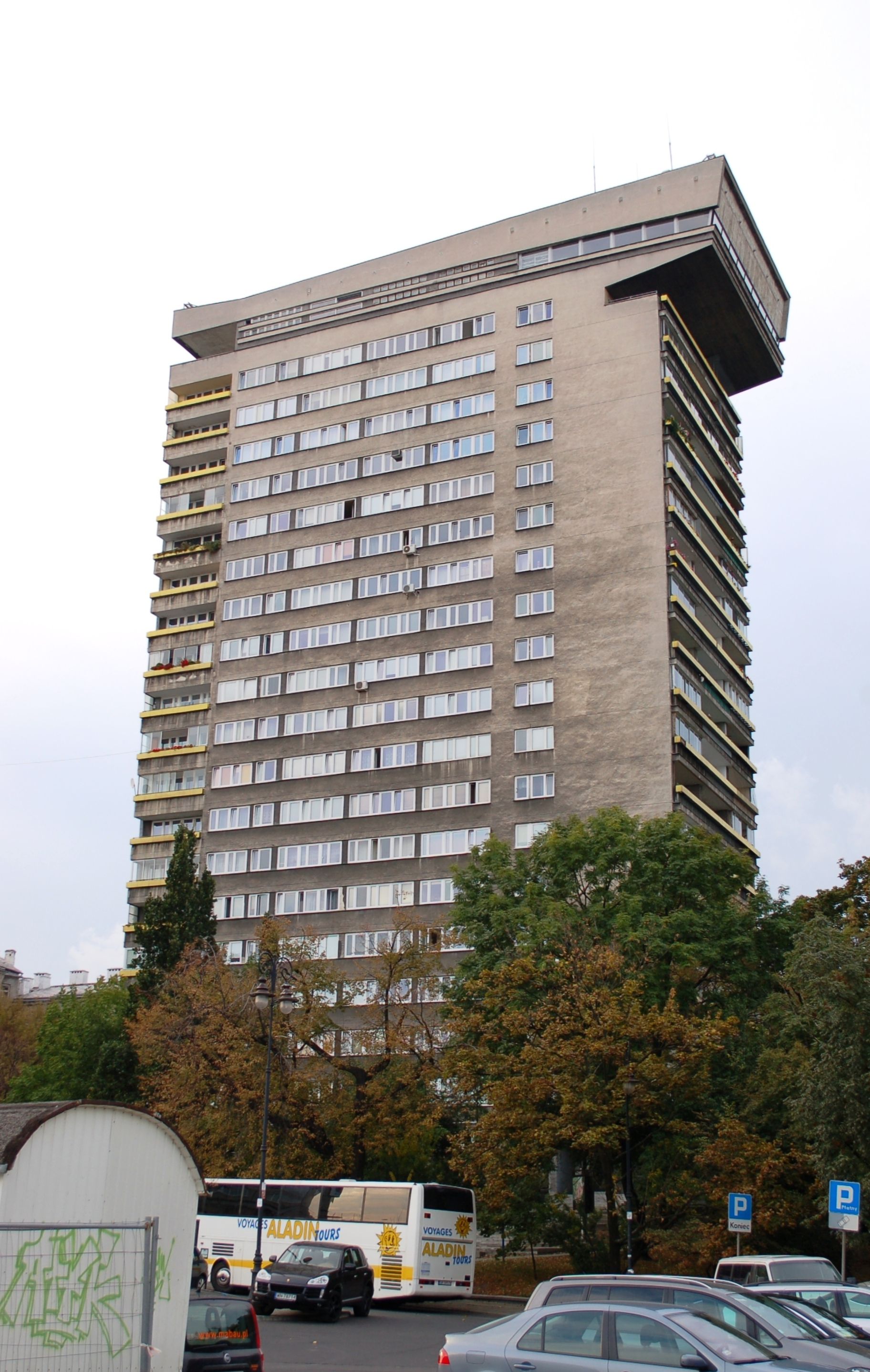
Młotek, wieżowiec przy ul. Smolnej 8

Ulica Smolna – ulica w dzielnicy Śródmieście w Warszawie.

## Przebieg
Opisując jej przebieg zgodnie z rosnącymi numerami posesji, dzisiejsza ulica Smolna zaczyna swój bieg w postaci deptaku w parku Karola Beyera, na przedłużeniu ulicy Czerwonego Krzyża. Znajdują się tu budynki o adresach Smolna 4 i 6. Następnie, schodami wznosi się na skarpę w pobliżu zachodniego wejścia do przystanku kolejowego Warszawa Powiśle. Przed stacją Warszawa Powiśle mija parking i odnogę w lewo dochodzącą do Alei Jerozolimskich, po czym przybiera kształt brukowanej ulicy, biegnącej równolegle do Alei Jerozolimskich, z odnogami w kierunku ul. Foksal, kończąc swój bieg na skrzyżowaniu z Nowym Światem w pobliżu ronda gen. Ch. de Gaulle’a. Na tym odcinku ulica jest jednokierunkowa, w kierunku wschodnim (malejących numerów posesji).

## Historia

### Zmiany przebiegu
Tradycyjnie ulicę opisywano jako zbiegającą w dół od Nowego Światu. W XVIII wieku był to trakt schodzący ze skarpy wśród ogrodów w coraz głębszym wąwozie i tuż pod skarpą skręcający na południe. Przez pewien czas po skarpie do górnej części wiodły drewniane schody. Jako ulica, Smolna otrzymała nazwę w 1771 roku – bądź od nazwiska właścicieli gruntów, Smółków lub Smółkowskich, bądź od zlokalizowanego przy niej magazynu smoły. W XVIII wieku ulica miała 840 metrów długości. Ulicę zabudowano w XIX wieku, a w 1870 roku wyodrębniono ul. Smolną Górną i ul. Smolną Dolną. Bieg swój rozpoczynała w górnej części miasta, od Nowego Światu podążała równolegle do późniejszej Alei Jerozolimskiej, a następnie skręcając pod kątem prostym, kończyła się u zbiegu ulic Książęcej, Rozbrat i Czerniakowskiej. Tuż po skręcie na południe krzyżowała się z aleją 3 Maja i dalej biegła tuż pod skarpą wzdłuż zabudowań fabryk rządowych, a później Zakładów „Lilpop, Rau i Loewenstein” (Smolna 2 po lewej stronie; po prawej stronie stała tu jedynie kamienica pod adresem Smolna 3) poniżej zabudowań szpitala św. Łazarza w parku „Na Książęcem” po prawej stronie, dochodząc do ulicy Książęcej w jej dolnym odcinku, w pobliżu skrzyżowania z ulicą Rozbrat, tuż przy parkowym stawie.
Pod koniec XIX wieku w górnym odcinku Smolnej stworzono krótką odnogę w kierunku ulicy Foksal, którą nazwano ulicą Wysoką. Jeszcze przed I wojną światową uznano ją za część ulicy Smolnej i ujednolicono numerację. Nazwa wywarła jednak trwały wpływ, gdyż okoliczni mieszkańcy fragment ten nazywali „Wysoką Smolną”.
W 1914 roku otworzono wiadukt mostu Poniatowskiego i podniesiono poziom Alei Jerozolimskich. Te działania oddzieliły od siebie dwa fragmenty Smolnej. Ulica została skrócona i straciła znaczenie komunikacyjne.
Smolna Górna w trochę zmienionym kształcie istnieje do dziś. Administracyjnie należą do niej również nieliczne budynki w parku Karola Beyera. Smolna Dolna, oddzielona skarpą wiślaną, znajdowała się na Powiślu, a jej śladem są dwa wspomniane budynki (Smolna 4 i 6) w parku Beyera (po północnej stronie Alei Jerozolimskich) oraz chodnik w Parku Marszałka Edwarda Rydza-Śmigłego (między Alejami Jerozolimskimi i ul. Książęcą).

### Dzieje ulicy
Ulica jest dawną droga narolną, odchodzącą od dawnego traktu Nowoświeckiego przez grunta Smółkowskie. W XVIII wieku Smolna była mało zabudowana i nie miała bruku (dolna jej część nie była utwardzona przez większą część XIX wieku). Przy Nowym Świecie znajdował się obszerny, drewniany dwór, a w dolnej części kilka domów.
Na początku XIX wieku w miejscu drewnianego dworu Wojciech Kiciński wystawił murowaną trzypiętrową kamienicę, zaprojektowaną przez Antonia Corazziego. Był to w tym czasie najwyższy warszawski budynek. Po przeciwnej stronie kasztelan Ksawery Lewicki zbudował pałac, który potem stał się własnością Branickich. W dolnym odcinku Smolnej w 1817 roku powstała Rządowa Fabryka Dywanów i Kobierców, a w 1826 roku Rządowa Fabryka Machin Żelaznych. Nowoczesne maszyny wykorzystywane w drugiej z nich stanowiły w tamtych czasach atrakcję turystyczną. Inne posesje przy ulicy Smolnej były zaniedbane, a ich granice niewidoczne. Dlatego w roku 1858 Magistrat opracował plan regulacji ulicy Smolnej. Na Smolnej Górnej położono bruk i zaczęto budować kamienice. W 1870 roku powstał Instytut Oftalmiczny (najbliższy skarpy budynek przy ulicy: Smolna 8) zaprojektowany przez Henryka Marconiego (spalony podczas powstania warszawskiego). Ten wysoki renesansowy gmach miał bardzo nowoczesne wyposażenie.
Na początku XX wieku nastąpiła intensywna zabudowa górnej części Smolnej. Zmieniła się ona w elegancką, wielkomiejską ulicę. Większość domów była dziełem architektów Konstantego Wojciechowskiego (kamienice pod nr 23 i 25) i Bronisława Brochwicza-Rogoyskiego (szereg kamienic należących do Branickich pod nr 32–40), zaś dom pod nr 17 o modernistycznej fasadzie projektował Juliusz Nagórski. Mieszkania były ładne i świetnie nasłonecznione. W tym czasie przy Smolnej 30 powstało też gimnazjum generała Pawła Chrzanowskiego (dzisiejsze liceum im. Jana Zamoyskiego).
W czasie powstania warszawskiego ul. Smolna nie została obsadzona przez powstańców. Jednak 3 sierpnia, po ostrzelaniu przez nieznany oddział z wysokości południowej strony ul. Smolnej samochodu przed Muzeum Narodowym, Niemcy spalili niemal całą ulicę.
Po wojnie odbudowano część domów, a na części terenu urządzono zieleniec. W 1955 roku zaś na ul. Smolnej wyburzono większość domów o numerach nieparzystych (z wyjątkiem dwóch: Smolnej 11 i 13), aby zapewnić dużo miejsca na manifestację z okazji Światowego Festiwalu Młodzieży i Studentów. Na powstałym w ten sposób terenie powstał skwer.

### Historia kamienic[6]
Na przełomie XIX/XX wieku nastąpił stopniowy rozwój infrastruktury otoczenia. Po nieparzystej stronie ulicy powstały liczne budowle nadające jej charakter wielkomiejski. Niektóre z domów prezentowały się bardzo okazale, posiadały od frontu oryginalne otwarte dziedzińce. W budynku pod numerem 25 na trzech piętrach znajdowały się sześciopokojowe mieszkania, również poselstwo Szwajcarii (1925-1938), na czwartym zaś pokoje kawalerskie. Dom zaopatrzony został w wodociągi ze zbiornikami na poddaszu, w rury gazowe, w zlewy i w kanalizację. Największy udział w nadaniu nowoczesnego kształtu ulicy Smolnej miał architekt Konstanty Wojciechowski.
Architektura stopniowo rozwijała się, powstawały budynki w stylu wczesnomodernistycznym z ozdobną dekoracją neorokokową oraz zwykłe, nie wyróżniające się spośród innych, kamienice. Obecnie lokatorzy kamienic korzystają ze skromnych wejść od ulicy Smolnej, natomiast wielkie, ozdobne wejścia frontowe są zamknięte ze względu na bezpieczeństwo mieszkańców oraz z powodów sanitarno-higienicznych (sąsiedztwo pubów i restauracji). W posesji o numerze 9, projektu Emila Falkowskiego, powstała pierwsza fabryka aparatów telefonicznych B. Petscha.
W latach 80. XIX wieku pod numerem 5 powstała oryginalna rezydencja zaprojektowana przez Karola Kozłowskiego. Był to niespotykany piętrowy pałacyk z tarasem i ogródkiem, na rogu ulicy Smolnej i Alei Jerozolimskich budynek ten miał zaokrąglony narożnik. Niestety po wojnie budynek ten został zburzony.
Po parzystej stronie ulicy Smolnej architekt Bronisław Brochwicz-Rogoyski wydzielił sześć placów z frontami od Smolnej, z których cztery środkowe były nieco mniejsze. Cztery kamienice o numerach 32-38 realizowały pomysłową koncepcję dwóch par domów będących swoim lustrzanym odbiciem. Ich fasady nieco różniły się detalami, natomiast wnętrza stanowiły tę samą kopię. Cechą charakterystyczną tych budynków było pokrycie fasad okładziną ceramiczną. Kamienice te należały do rodziny Branickich, podobnie jak piąty dom o numerze 40, wyróżniający się bogactwem ozdób, gdyż miał być zajmowany przez samego hrabiego.
W latach 80. XIX wieku Witold Lanci zaprojektował trzypiętrowy dom narożny za gimnazjum Pawła Chrzanowskiego (obecnie liceum im. Jana Zamoyskiego). Najbardziej wyróżniał się narożny budynek z numerem 14. Posiadał on charakterystyczne wieżowe zwieńczenie. W kolejnych latach dokonywano stopniowych zmian powstałych już budynków, co wpłynęło na zanik unikalności ich pierwotnego wyglądu.
Najwięcej zmian w wyglądzie ulicy dokonało się po jej prawej stronie, m.in. do numeru 9 dostawiono „dobudówkę”, w której niegdyś mieściła się kawiarenka Rarytas. Obecnie na miejscu domów o numerach od 17 do 25 znajduje się niewielki plac z alejkami, przy których stoją ozdobne latarnie.

## Ludzie związani ze Smolną

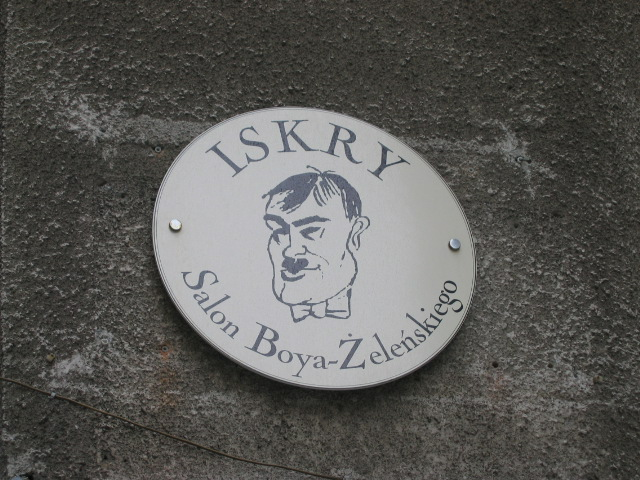
Tabliczka salonu Tadeusza Boya-Żeleńskiego przy Smolnej 11 (w 2014 przeniesionego na al. Wyzwolenia 18)

- W 1863 roku na Dolnej Smolnej pod nr 3 mieszkał Romuald Traugutt.
- Przy Smolnej 28 przez 18 lat (1916–1934) mieszkał muzyk Piotr Maszyński i tam też zmarł. W 1936 roku odsłonięto tablicę pamiątkową ku jego czci. Jest ona jedyną częścią domu nr 28, która przetrwała do czasów współczesnych[7].
- W latach 1922–1936 na Smolnej znajdowało się mieszkanie Tadeusza Boya-Żeleńskiego. Na fasadzie kamienicy pod nr 11 widnieje tablica ku jego czci. W latach 1952–2014 w budynku mieściła się siedziba Wydawnictwa „Iskry”[8].
- W okresie międzywojennym przy ul. Smolnej 23 znajdowało się mieszkanie siostry Marii Skłodowskiej-Curie, Heleny Skłodowskiej-Szalayowej. W nim Helena gościła swoją słynną siostrę podczas jej pobytu w Warszawie w 1913 roku.
- Na Smolnej mieszkał również Stanisław Wojciechowski, zanim został prezydentem RP.
- Stefania Sempołowska była lokatorką mieszkania na Smolnej 7.
- Przy Smolnej 14 mieszkał przez lata polski działacz niepodległościowy Roman Dmowski.
- Pod numerem 17, a potem 25 mieszkał Robert Searles Lindley, syn inżyniera Wiliama Lindleya.
- Przy ul. Smolnej 36 m. 10 w latach 1950–1985 mieściła się pracownia rzeźbiarza Karola Tchorka. W 1990 roku pracownia została wpisana do rejestru zabytków[9].

## Obiekty
- Smolna 4 – Centrum Przedsiębiorczości Smolna, w którym od 2013 mieszczą się miejski inkubator przedsiębiorczości i Biuro Rozwoju Gospodarczego Urzędu m.st. Warszawy[10].
- Smolna 6 – dawny pawilon chorób wewnętrznych im. cesarzowej Marii Aleksandrowny Szpitala Czerwonego Krzyża, wybudowany przed 1896 rokiem[11]. Współcześnie siedziba Klubu Bankowca ZBP. (NID: 1330-A z 28 marca 1988 roku)[12].
- Smolna 8 – 19-piętrowy wieżowiec (tzw. Młotek) znajdujący się na miejscu przedwojennego Instytutu Oftalmicznego, zaprojektowany w 1964 roku przez Jana Bogusławskiego i Bohdana Gniewiewskiego. Budowę wieżowca zakończono w 1976 roku. Był to jeden z pierwszych wysokościowców w Warszawie. Początkowo miał być apartamentowcem dla cudzoziemców. Mieszkania były sprzedawane za dewizy. Najwyższe 2 piętra przeznaczono na kawiarnię „Akropol” (później „TopFloor”)[13].
- Smolna 9 – Scena na Smolnej Domu Kultury Śródmieście[14].
- Smolna 10a. – zabytkowa oficyna z 1910 roku (w głębi, za budynkiem przy ul. Smolnej 10), obecnie zajmowana przez Dzielnicowe Biuro Finansów Oświaty – Śródmieście m.st. Warszawy.
- Smolna 30 – XVIII Liceum Ogólnokształcące im. Jana Zamoyskiego – w 1905 roku, po zwycięskim strajku szkolnym powstała pierwsza szkoła z polskim językiem wykładowym – prywatne gimnazjum męskie generała Pawła Chrzanowskiego. Gmach szkoły był okazały i miał secesyjną fasadę. W 1915 roku szkołę przemianowano na Gimnazjum im. Jana Zamoyskiego. Budynek został zniszczony podczas wojny i odbudowany zaraz po niej, ale bez dawnej fasady. Szkoła działa do dziś.
- Smolna 32/40 – zespół zabytkowych kamienic należących do Branickich wybudowano na początku XX wieku według projektu Bronisława Brochwicza-Rogoyskiego. Najbliżej pałacu Branickich znajduje się kamienica o numerze 40. Od pozostałych odznacza się ona dużą ilością ozdób i luksusowym wnętrzem, gdyż miała służyć samym Branickim. Zbudowana została w 1903 roku, po podziale ogrodów Róży Branickiej. Nr rej. NID: od 1343-A do 1347-A z 31 maja 1988 roku[12]
- pomnik Partyzanta odsłonięty w 1962[15]
- róg Nowego Światu (nr 18/20) i ul. Smolnej – pałac Branickich. Nr rej. NID: 363 z 1 lipca 1965 roku[12]